# Comuna Ciorogârla, Ilfov
Ciorogârla (în trecut, Ciorogârla-Dârvari și Dârvari-Ciorogârla) este o comună în județul Ilfov, Muntenia, România, formată din satele Ciorogârla (reședința) și Dârvari.

## Așezare
Comuna se află la sud-vest de municipiul București, pe malurile râului Ciorogârla. În nordul comunei se află nodul rutier care leagă autostrada A0 de autostrada București–Pitești, fiind deservită de șoseaua județeană DJ601, care începe cu ieșirea de pe A1 aflată în exremitatea estică a comunei. Înspre vest, drumul duce către Bolintin-Vale, Crevedia Mare (unde se intersectează cu DN61) și Roata de Jos (județul Giurgiu) și apoi la Videle (județul Teleorman). La Ciorogârla, acest drum se intersectează cu șoseaua județeană DJ602, care duce în nord spre Joița (județul Giurgiu), spre sud către Domnești. La Dârvari, din el se ramifică DJ401A, care duce spre vest la Grădinari și Bolintin-Deal (ambele în județul Giurgiu).

## Demografie
Componența etnică a comunei Ciorogârla
     Români (81,81%)
     Romi (5,65%)
     Alte etnii (0,12%)
     Necunoscută (12,42%)
Componența confesională a comunei Ciorogârla
     Ortodocși (84,28%)
     Alte religii (2,17%)
     Necunoscută (13,55%)
Conform recensământului efectuat în 2021, populația comunei Ciorogârla se ridică la 7.511 locuitori, în creștere față de recensământul anterior din 2011, când fuseseră înregistrați 6.188 de locuitori. Majoritatea locuitorilor sunt români (81,81%), cu o minoritate de romi (5,65%), iar pentru 12,42% nu se cunoaște apartenența etnică. Din punct de vedere confesional, majoritatea locuitorilor sunt ortodocși (84,28%), iar pentru 13,55% nu se cunoaște apartenența confesională.

## Politică și administrație
Comuna Ciorogârla este administrată de un primar și un consiliu local compus din 15 consilieri. Primarul, George Nicula[*], de la Partidul Național Liberal, este în funcție din 1 noiembrie 2024. Începând cu alegerile locale din 2024, consiliul local are următoarea componență pe partide politice:
|  | Partid                          | Consilieri | Componența Consiliului | Componența Consiliului | Componența Consiliului | Componența Consiliului | Componența Consiliului | Componența Consiliului | Componența Consiliului |
|  | ------------------------------- | ---------- | ---------------------- | ---------------------- | ---------------------- | ---------------------- | ---------------------- | ---------------------- | ---------------------- |
|  | Partidul Național Liberal       | 7          |                        |                        |                        |                        |                        |                        |                        |
|  | Partidul Social Democrat        | 6          |                        |                        |                        |                        |                        |                        |                        |
|  | Alianța pentru Unirea Românilor | 1          |                        |                        |                        |                        |                        |                        |                        |
|  | Uniunea Salvați România         | 1          |                        |                        |                        |                        |                        |                        |                        |

## Istorie
La sfârșitul secolului al XIX-lea, purta numele de Ciorogârla-Dârvari, făcea parte din plasa Sabarul a județului Ilfov și era formată din satele Ciorogârla, Dârvari și Cațichea, având în total 1744 de locuitori și 359 de case. În comună funcționau două școli mixte (la Ciorogârla și Dârvari), o moară de apă, două mașini de treierat cu aburi și 5 biserici ortodoxe. În 1925, era parte a plășii Domnești din același județ, având aceeași compoziție (Mănăstirea Ciorogârla era consemnată drept cătun al comunei) și o populație de 3008 locuitori. Temporar, în 1931, satele Dârvari și Cațichea au alcătuit o comună separată, numită „Dârvari”. Ulterior, satul Cațichea a dispărut, fiind înglobat în satul Dârvari.
În 1950, comuna a trecut în subordinea raionului 16 Februarie al orașului republican București, și a rămas astfel până în 1968. Atunci, satul Cațichea a fost inclus în satul Domneștii de Sus din comuna Domnești, iar comuna Ciorogârla a trecut din nou la județul Ilfov. În anul 1981, la o nouă reorganizare administrativă, comuna a revenit județului Giurgiu, dar, după 4 ani, în 1985, a fost transferată Sectorului Agricol Ilfov, din subordinea municipiului București, sector devenit în 1997 județul Ilfov.

## Monumente istorice
Nouă obiective de pe teritoriul comunei Ciorogârla sunt incluse în lista monumentelor istorice din județul Ilfov, ca monumente de interes local. Trei dintre ele sunt clasificate ca situri arheologice — tellurile neolitice din satul Ciorogârla punctul „La Plopi”, atribuite culturii Boian; situl de la liceul agroindustrial din același sat cuprinzând o așezare neolitică, una din Epoca Bronzului aparținând culturii Glina, și una din secolele al III-lea–al IV-lea î.e.n.; și situl din punctul Valea Mirii, cu așezări din Epoca Bronzului (cultura Glina), secolul I î.e.n., secolele al II-lea–al IV-lea e.n., secolele al IX-lea–al XI-lea.
Patru obiective sunt clasificate ca monumente de arhitectură. Două dintre ele sunt fostul conac Grigore Gigurtu de la Ciorogârla, datând de la începutul secolului al XIX-lea cuprinde conacul propriu-zis și biserica „Sfântul Gheorghe”, și un fost han de la sfârșitul secolului al XIX-lea, cu transformări în secolul al XX-lea. Se mai află tot la Ciorogârla o mănăstire numită Ciorogârla-Samurcășești, deoarece a fost înălțată, în anul 1808, de vornicul Constantin Samurcaș și soția acestuia, Zoe, pe moșia ce o avea pe aceste locuri; ea cuprinde biserica cu hramurile „Sfânta Treime”, „Cuvioasa Paraschiva” și „Adormirea Maicii Domnului”. În satul Dârvari se află și biserica „Adormirea Maicii Domnului”, datând din a doua jumătate a secolului al XVIII-lea.
Unicul monument de for public este crucea memorativă a eroilor căzuți în Primul Război Mondial, aflată în satul Dârvari. Ca monument funerar sau memorial este clasificat separat cimitirul mănăstirii Samurcășești, cimitir ce conține cenotaful căpitanului Valter Mărăcineanu căzut pe câmpul de luptă, în Asediul Plevnei, în timpul Războiului Ruso-Turc din 1877–1878; mormântul ziaristului progresist Alexandru Beldiman (1832–1898) și cel al actriței Frosa Sarandy (1840–1904).

## Diverse
La Ciorogârla Pamfil Șeicaru avea un conac, unde, după 1944, s-a instalat Mihail Sadoveanu, ceea ce l-a determinat pe Șeicaru să-l numească într-un pamflet „contele de Ciorogârla”.
În data de 28 ianuarie 2009 în jurul orei 12 a fost constatată spargerea lacătelor de la depozitul de arme de infanterie al unității militare 01916. Depozitul aparține batalionului de asigurare materiala al Forțelor Aeriene.